# Theridion albioculum
Theridion albioculum là một loài nhện trong họ Theridiidae.
Loài này thuộc chi Theridion. Theridion albioculum được Chuandian Zhu miêu tả năm 1998.